# Adalberto Atto di Canossa
Adalberto Atto di Canossa (939 circa – 13 febbraio 988) fu il primo conte di Mantova. e capostipite della dinastia degli Attoni.

## Biografia
Adalberto Atto (Adalberto Azzo o Attone) è stato il primo conte di Canossa, conte di Mantova e fondatore di quella  nobile casa che svolse un ruolo determinante per l'insediamento politico in Italia e per la lotta per le investiture nei secoli XI e XII.
Adalberto primo appare nelle fonti come figlio di Sigifredo di Lucca. Era in origine un vassallo del re Lotario II e miles di Adelardo, vescovo di Reggio. Egli è salito alla ribalta rapidamente dando rifugio alla regina Adelaide nel suo castello di Canossa, dopo essere fuggita dal castello di Garda (951), dove Berengario II l'aveva imprigionata.
Nel 958 venne creato conte sine die da Adelaide. Adalberto non appare ancora nei documenti fino al dicembre 961, durante l'ascesa di Berengario. Il 20 aprile 962 apparve come conte di Reggio e Modena (comes Regensis sive Mutinensis). Queste nomine erano probabilmente un altro risultato del suo sostegno per Adelaide e il suo nuovo marito, Ottone I di Sassonia. Con la regina negoziò una divisione del potere con il vescovo di Reggio, per cui il vescovo fu confermato come comes civitatis, conte della città, e Adalberto come viene comes comitatus, conte della contea, dove la contea venne stabilito che iniziava a tre o quattro miglia al di fuori delle mura della città. Egli appare con un titolo simile, comes comitatus Mantuanensis, a Mantova in una lettera della badessa di Santa Giulia in data 10 giugno 977.
Nel 984 Adalberto apparve come margravio della marca Attoniana. Quando Enrico II, duca di Baviera, venne acclamato come re nello stesso anno, egli unì Parma, Piacenza, Bergamo, Cremona e Brescia ai territori di Adalberto.
Adalberto Atto costruì il monastero di Canossa nel 961, dedicandolo a Sant'Apollonio nel 971. Egli edificò anche un monastero a Brescello. 
Lui e la sua famiglia vennero tutti sepolti nella chiesa Sant'Apollonio a Canossa.

## Discendenza
Adalberto sposò Ildegarda dei Supponidi di origini bresciane ed ebbero quattro figli:
- Goffredo, vescovo di Brescia (970);[8]
- Tedaldo, conte di Brescia (1012);
- Rodolfo, premorto al padre;
- Prangarda, moglie di Olderico Manfredi I.